# Efraim Liljequist

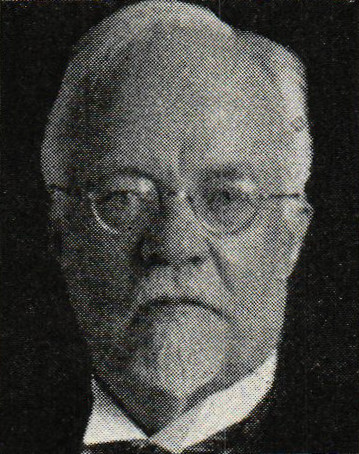
Efraim Liljequist

Per Efraim Liljequist (in Schweden üblicherweise Liljeqvist; * 24. September 1865 in Örebro; † 20. August 1941 in Lund) war ein schwedischer Philosoph.

## Leben
Zunächst studierte Liljequist Psychologie, verlegte den Schwerpunkt seines Interesses dann aber auf die Philosophie. Von 1894 bis 1906 unterrichtete er Philosophie an der Hochschule in Göteborg, der Vorläuferin der Universität Göteborg. Von 1906 bis 1930 war er Professor für Philosophie an der Universität Lund. Nach seiner Emeritierung führte er von 1937 bis 1941 die Reichsvereinigung Schweden-Deutschland, die mit dem Nationalsozialismus sympathisierte. Sein Nachfolger wurde der Theologe Hugo Odeberg. Seit 1904 gehörte er zur Königlichen Wissenschafts- und Literaturgesellschaft in Göteborg. Liljequist war Ehrenmitglied der Universität Rostock.

## Werk
In seinem philosophischen Denken orientierte sich Liljequist an Immanuel Kant und dem Persönlichkeitsidealismus Christopher Jacob Boströms. Er setzte sich außerdem intensiv mit den Schriften Alexius Meinongs auseinander. Den Menschen beschrieb Liljequist als unvollkommenes Subjekt, das zu seiner Erklärung ein unendliches und vollkommenes Subjekt brauche, in welchem er selbst nur als Moment aufgefasst werden könne. Zu den Hauptwerken Liljequists gehören:
- Die Philosophie Francis Bacons (Om Francis Bacons Filosofi med särkskild hänsyn till det etiska problemet). Almqvist & Wiksell, Uppsala 1893–1894.
- Antike und moderne Sophistik. 1896.
- Die ersten Schriften Boströms. 1897.
- Einführung in die Psychologie. 1899.
- Meinongs allgemeine Werttheorie. 1904.
- Der schwedische Persönlichkeitsidealismus und Kant. Wien 1934.